# Kurt Köster
Kurt Köster (* 14. November 1912 in Wiesbaden; † 17. Juli 1986 in München) war ein deutscher Bibliothekar und Historiker.

## Leben und Wirken
Köster war Sohn des Schweizerdegen Daniel Köster und dessen Frau Emilie, geborene Loev. Im Jahr 1930 absolvierte er die Wiesbadener Oberrealschule am Zietenring und besuchte danach die Pädagogische Akademie in Frankfurt am Main. Anschließend war Kurt Köster von 1932 bis 1939 als Volksschullehrer tätig. Aus politischen Gründen verließ er den Schuldienst und studierte dann Geschichte, Historische Hilfswissenschaften, Germanistik und Musikwissenschaft in Frankfurt und München. Am 9. September 1942 wurde er zum Militärdienst eingezogen. Seine unterbrochene Promotion schloss er bei Paul Kirn am 12. Februar 1944 in Frankfurt zu dem Thema „Die Kolmarer Geschichtsquellen des dreizehnten Jahrhunderts“ ab. Zum Kriegsende geriet er in Kriegsgefangenschaft, aus der er im Juni 1945 entlassen wurde.
Köster war von 1939 bis 1942 Mitglied im NS-Studentenbund, von 1935 bis 1939 Mitglied in der Nationalsozialistischen Volkswohlfahrt und bis 1939 im NS-Lehrerbund (NSLB). Im Spruchkammerverfahren wurde er als entlastet eingestuft. Er habilitierte sich 1948 an der Universität Frankfurt am Main mit einer Fortsetzung seines Promotionsthemas und war seither dort als Privatdozent für historische Hilfswissenschaften tätig. Neben seinen weiteren Tätigkeiten blieb er bis 1955 außerplanmäßiger Professor in Frankfurt und war dort von 1971 an Honorarprofessor. Nebenberuflich erstellte er im Auftrag der Evangelischen Landeskirche in Hessen und Nassau ein Inventar des lokalen mittelalterlichen Glockenbestandes. Hieraus erwuchs später ein Buch über Meister Tilman von Hachenburg.
1948 heiratete er Ursula Fey. Aus der Ehe gingen eine Tochter und ein Sohn hervor.
Von 1946 bis 1948 arbeitete Köster redaktionell an der Zeitschrift Europa-Archiv mit. Von 1948 bis Ende 1949 leitete er die Redaktion der geisteswissenschaftlichen Literaturzeitschrift Erasmus. 1950 wurde Köster Mitarbeiter der 1946 gegründeten Deutschen Bibliothek. Dort legte er 1952 seine Fachprüfung ab und wurde 1954 stellvertretender Direktor. Von 1959 bis 1975 leitete er (als Nachfolger Hanns Wilhelm Eppelsheimers) diese Einrichtung, die während seiner Amtszeit zu einer bedeutenden deutschsprachigen Bibliothek und zu einem nationalbibliografischen Zentrum ausgebaut wurde. Eine zentrale Aufgabe war die Einführung der elektronischen Datenverarbeitung im Bibliotheksbetrieb, wobei die Deutsche Bibliographie (DB) seit 1966 als erste Nationalbibliographie der Welt komplett mittels EDV Anlage hergestellt wurde. Köster trug auch die Verantwortung für die weltweit beachtete Ausstellung über Exil-Literatur 1933–1945 im Jahre 1965. Am 30. September 1975 trat er in den Ruhestand.
Wissenschaftlich machte Köster sich um die Pilgerzeichenforschung verdient; die im Deutschen Glockenarchiv des Germanischen Nationalmuseums in Nürnberg vorhandene Pilgerzeichen-Kartei geht auf ihn als Forscher zurück. Dort befindet sich auch sein übriger wissenschaftlicher Nachlass. Mit Editionen und einer eigenen Monographie setzte er sich auch intensiv für die Vermittlung des Werkes des niederländischen Kulturhistorikers Johan Huizinga in Deutschland ein und machte sich als Gutenberg-Forscher einen Namen. Darüber hinaus war er regionalhistorisch mit mehreren Veröffentlichungen im Verein für Nassauische Altertumskunde und Geschichtsforschung aktiv. In den Verein war er 1941 eingetreten. Am 4. Mai 1948 wurde er in die Historische Kommission für Nassau gewählt. Von 1965 an war er deren Vorstandsmitglied.
Köster war zudem Vorsitzender der Kommission für Amtsdrucksachen im Verein Deutscher Bibliothekare, des Kulturausschusses sowie der Fachausschusses Dokumentation, Bibliotheken, Archive, Urheberrecht und Statistik der deutschen UNESCO-Kommission. Als Mitglied gehörte er dem Beirat der Stiftung Preußischer Kulturbesitz, der Arbeitsgruppe „Historische Datenbank“ der Deutschen Forschungsgemeinschaft und dem Kuratorium des Mikrofilmarchivs der deutschsprachigen Presse an.

## Werke
- Die Geschichtsschreibung der Kolmarer Dominikaner des 13. Jahrhunderts (= Elsaß-Lothringisches Jahrbuch. Band 12). Diesterweg, Frankfurt am Main 1945, DNB 481676279 (Dissertation, Universität Frankfurt am Main 1946).
- Johan Huizinga 1872–1945. Mit einer Bibliographie (= Eine Bibliographische Reihe des Europa-Archivs. Band 1). Europa-Archiv, Oberursel (Taunus) 1947, DNB 452506344.
- Die Gemarkungsnamen von Langschied und Hof Schönberg. Flurgeschichte im Spiegel der Flurnamen, Hessisches Landesvermessungsamt, Wiesbaden 1948.
- Meister Tilman von Hachenburg. Studien zum Werk eines mittelrheinischen Glockengießers des 15. Jahrhunderts mit besonderer Berücksichtigung der als Glockenzier verwendeten mittelalterlichen Pilger- und Wallfahrtszeichen. In: Jahrbuch der Hessischen Kirchengeschichtlichen Vereinigung. Band 8, 1957, S. 1–206.
- Neue Studien zu Meister Tilman von Hachenburg und seinen Glocken. In: Jahrbuch der Hessischen Kirchengeschichtlichen Vereinigung. Band 10, 1959, S. 77–91.
- Pilgerzeichen-Studien. Neue Beiträge zur Kenntnis eines mittelalterlichen Massenartikels und seiner Überlieferungsformen. In: Bibliotheca docet. Festgabe für Carl Wehmer. Amsterdam 1963, S. 77–100.
- Pilgerzeichen und Pilgermuscheln. In: Sankt Elisabeth: Fürstin, Dienerin, Heilige. Aufsätze, Dokumentationen, Katalog (der Ausstellung zum 750. Todestag der hl. Elisabeth, Marburg). Sigmaringen 1981, S. 452–459.
- als Herausgeber: Die Deutsche Bibliothek 1945–1965. Festgabe für Hanns Wilhelm Eppelsheimer. Frankfurt am Main 1965.
- Der Einsatz von Computern bei der Herstellung von Nationalbibliographien, dargestellt am Beispiel der Deutschen Bibliographie. Referat, gehalten am 15. September 1966 in Scheveningen auf der 32. Tagung des IFLA General Council, Section of National and University Libraries, Frankfurt am Main ca. 1966.
- als Herausgeber: Exil-Literatur 1933–1945. Eine Ausstellung aus Beständen der Deutschen Bibliothek. Deutsche Bibliothek, Frankfurt am Main 1965.
- Gutenberg in Strassburg. Das Aachenspiegel-Unternehmen und die unbekannte „afentur und kunst“, Gutenberg-Gesellschaft, Mainz 1973.
- Bücher, die keine sind. Über Buchverfremdungen, besonders im 16. und 17. Jahrhundert. In: Börsenblatt für den Deutschen Buchhandel, Frankfurt am Main 1979, S. B 177 – B 256, DNB 1030649812.